# Stephen Antony Pillai

Stephen Antony Pillai (2019)

Stephen Antony Pillai (* 22. Juni 1952 in Keezha Manakudy) ist ein indischer Geistlicher und römisch-katholischer Bischof von Tuticorin.

## Leben
Stephen Antony Pillai studierte nach dem Besuch des Knabenseminars am Arul Anandar College in Madurai und am Priesterseminar St. Paul in Tiruchirapalli. Am 7. Mai 1979 empfing er das Sakrament der Priesterweihe für das Bistum Vellore.
Nach Tätigkeiten als Kaplan in der Pfarrseelsorge studierte er von 1981 bis 1983 am Päpstlichen Priesterseminar St. Peter in Bangalore, wo er den Mastergrad in Theologie erwarb. Anschließend war er Pfarrer in Thachambadi. Von 1986 bis 1989 ging er für weitere Studien in Biblischer Theologie nach Rom, wo er an der Päpstlichen Universität Urbaniana zum Dr. theol. promoviert wurde. Von 1990 bis 1996 war er als Missionar im französischen Überseegebiet Guadeloupe tätig und leitete anschließend bis 1999 das diözesane Pastoralzentrum des Bistums Vellore. Von 1999 bis 2001 lehrte er am Priesterseminar in Tiruchirapalli, an dem er von 2006 bis 2010 erneut als Dozent und Subregens tätig war. Von 2001 bis 2005 war er Dompfarrer an der Kathedrale von Vellore und seit 2002 zusätzlich Generalvikar des Bistums. Von 2010 bis 2016 war er Pfarrer und Dekan in Chetpet. Anschließend war er für ein Jahr als Gastdozent an den Ordensseminaren in Chennai und Mysore tätig. 2017 übernahm er die Leitung des diözesanen Exerzitienzentrums und wurde erneut Dozent am Seminar in Tiruchirapalli.
Papst Franziskus ernannte ihn am 17. Januar 2019 zum Bischof von Tuticorin. Die Bischofsweihe spendete ihm sein Amtsvorgänger Yvon Ambroise am 24. Februar desselben Jahres auf dem Vorplatz der Kathedrale von Tuticorin. Mitkonsekratoren waren der Erzbischof von Madurai, Antony Pappusamy, und der Bischof von Vellore, Soundaraj Periyanayagam SDB.
Vom 4. Juni 2021 bis zum 26. November 2023 verwaltete er zusätzlich das Bistum Sivagangai während der Sedisvakanz als Apostolischer Administrator.